# Lemma (Rossana)
Lemma è una frazione del comune di Rossana, nella provincia di Cuneo.

## Geografia fisica
Lemma si trova nelle Alpi del Monviso, nelle Alpi Cozie, e fa parte delle valli occitane italiane: Lemma è posta al confine tra la valle Maira e la Valle Varaita. La frazione è situata nella parte meridionale del territorio comunale, lungo il rio Bruido.
Lemma dista circa 8 km dal capoluogo Rossana e poco più di 30 km da Cuneo.

## Storia
Il toponimo Lemma dovrebbe derivare da limina che significa "soglio" ma anche "confine": questo territorio segnava presumibilmente il confine con la Gallia in epoca romana.
Durante la seconda guerra mondiale, il territorio di Lemma fu coinvolto attivamente nella Resistenza.

## Monumenti e luoghi d'interesse

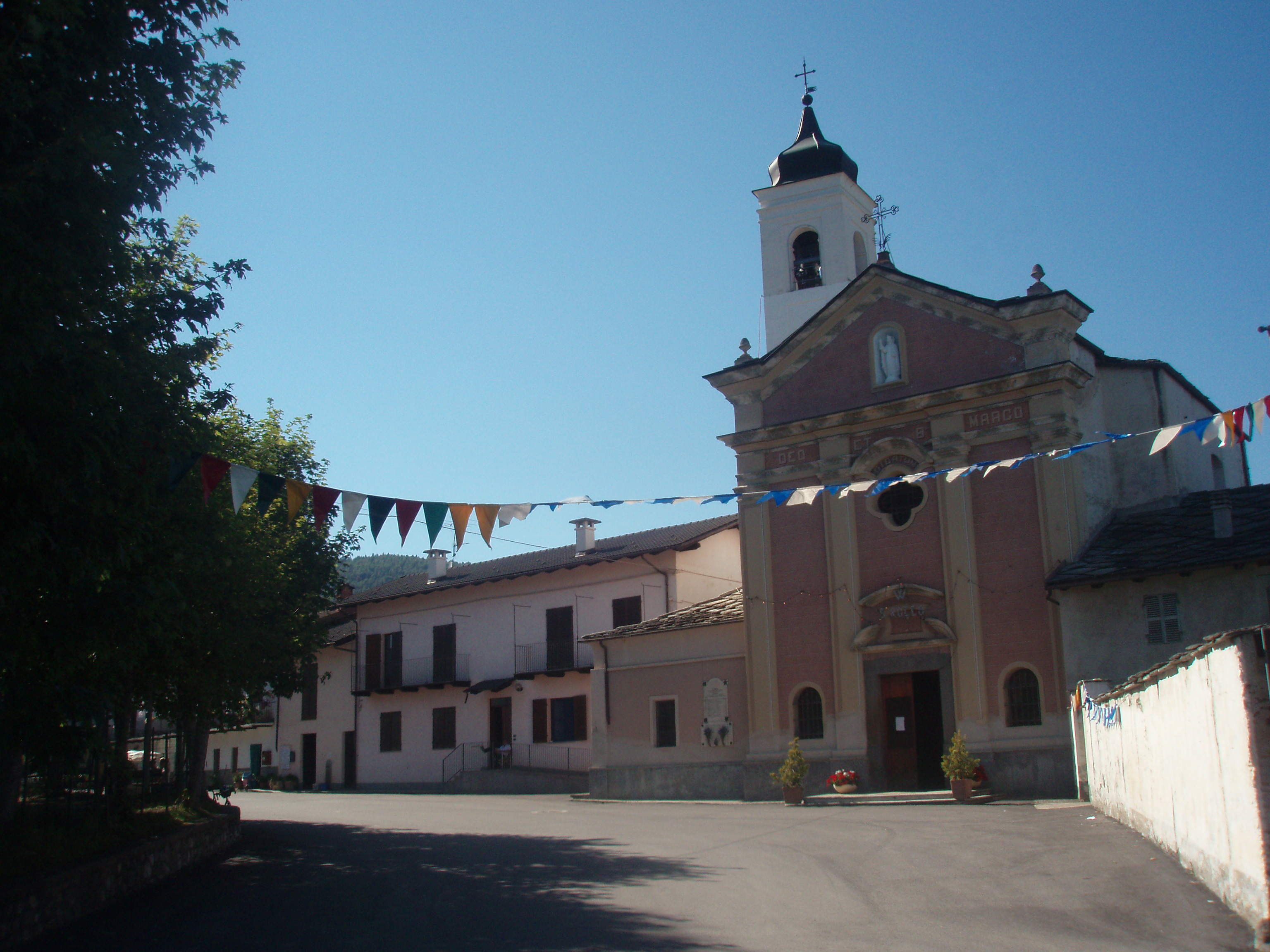
La piazza con la chiesa di San Marco.

### Architetture religiose
La chiesa di San Marco è il principale luogo di culto della frazione e risale alla fine del XV secolo, quando venne fondata dai monaci benedettini di Peralba di Venasca, legati a Venezia: di qui forse la dedicazione a san Marco evangelista. Fu consacrata nel 1510, su un precedente luogo di culto qua situato. La chiesa era sede di parrocchia e contava nel 1869 circa 620 abitanti, in quanto comprendente anche una porzione del comune di Busca nota come Castelreale.
A Lemma si trova anche il cimitero della frazione, benedetto dal parroco nell'anno 1836. Vicino al cimitero vi è la cappella di San Rocco a cui è dedicata la festa patronale, fondata nel XVI secolo circa. Poco distante, a borgata Culin, si trova la cappella di San Bernardo, mentre non più esistente è una chiesetta realizzata dai canonici di Peralba presso la borgata Bonetto: al suo posto è stata posta una croce devozionale.

### La piazza

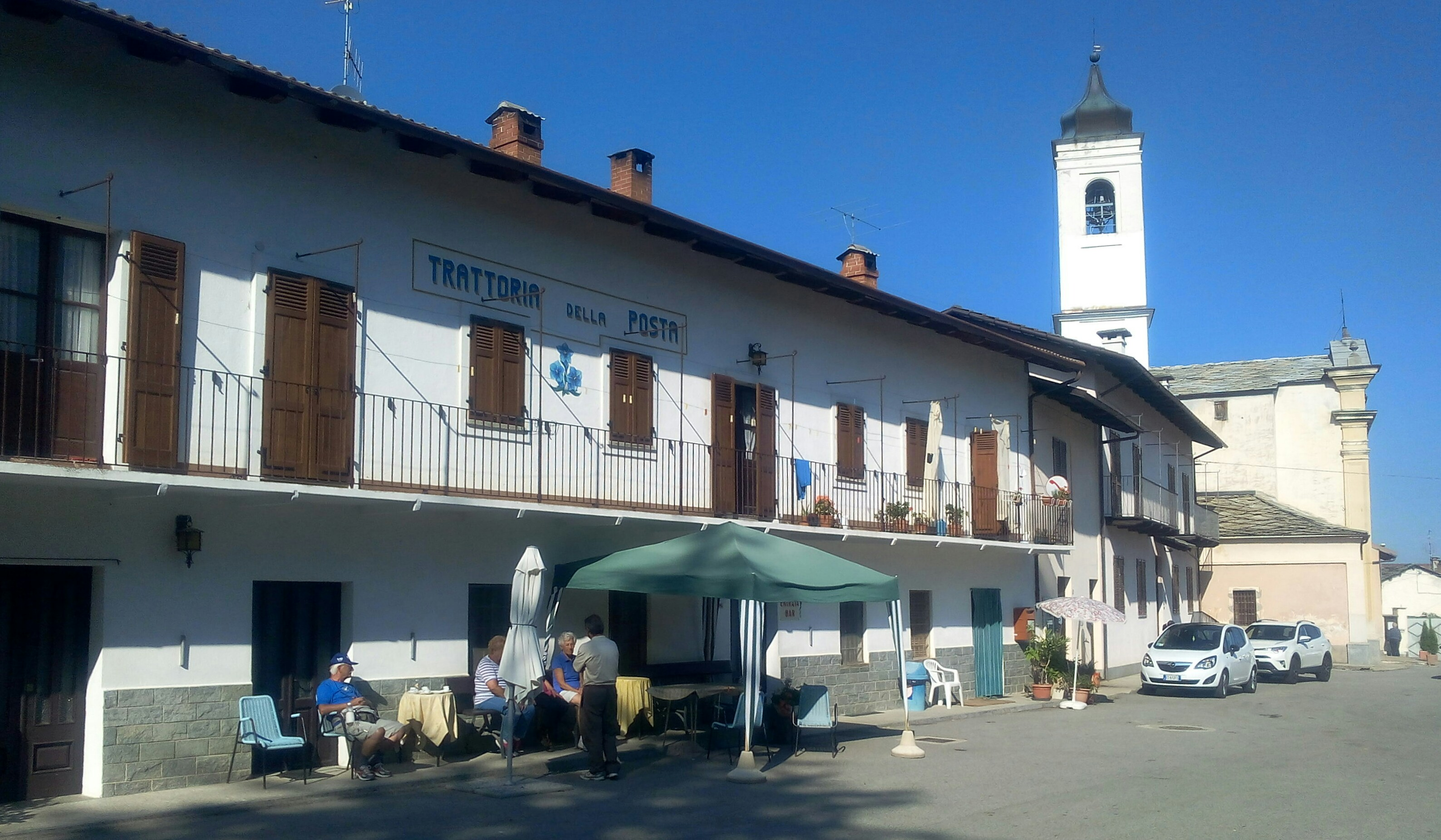
La piazza

La grande piazza di Lemma e la strada che sale da Rossana furono realizzate dagli abitanti nel 1951, prima vi si giungeva tramite una semplice mulattiera. Nella piazza a sinistra della chiesa di San Marco si trova la vecchia scuola elementare che ha accolto degli studenti fino alla fine degli anni ottanta del Novecento ed è ora utilizzata per eventi di carattere culturale.

## Cultura

### Musei
A Borgata Grossa è presente l'ecomuseo della Resistenza dove sono raccontate le vicende della lotta partigiana, in particolare della 181ª brigata Garibaldi che operava nella zona. Nell'estate del 1944 la montagna era completamente controllata dalle bande partigiane tanto che nacque anche una "Repubblica partigiana della Valle Varaita" che rimase in vita per 71 giorni. Il centro della Repubblica fu Venasca, che a partire dall'8 settembre 1943 era stata sede del primo comando partigiano.
Da Lemma si sviluppa inoltre uno dei cinque itinerari del circuito escursionistico "I sentieri della libertà", che fanno parte del Museo diffuso della guerra e della Resistenza, realizzato dalla Provincia di Cuneo, dalla Comunità montana Valle Varaita (ora fusa con la Comunità montana Valli Po, Bronda e Infernotto, dando vita alla nuova Comunità montana Valli Po, Bronda, Infernotto e Varaita), dal comune di Rossana e dall'Istituto Storico della Resistenza.

## Geografia antropica
Della frazione di Lemma fanno parte varie borgate (ruà, ruata) di cui le più importanti sono Borgata Grossa (distante 900 m), Borgata Bonetto e Borgata Prasecco.